# Nam Theun 2
Nam Theun 2 är en dammbyggnad i Laos.   Den ligger i provinserna Bolikhamsai och Khammuan, i den centrala delen av landet, 250 km öster om huvudstaden Vientiane. Nam Theun 2 ligger 546 meter över havet.
Terrängen runt Nam Theun 2 är kuperad åt nordväst, men åt sydost är den platt. Nam Theun 2 ligger nere i en dal. Runt Nam Theun 2 är det glesbefolkat, med 9 invånare per kvadratkilometer. I omgivningarna runt Nam Theun 2 växer i huvudsak städsegrön lövskog.